# Белькевич, Дарья Николаевна
Дарья Николаевна Белькевич (30 января 1993, Жировичи, Слонимский район, Гродненская область) — белорусская поэтесса, организатор культурных мероприятий.

## Творческая биография
Закончила Белорусский государственный экономический университет и Белорусский коллегиум (специальность «философия и литература»). Работала арт-менеджером и редактором сайта культурной организации «Арт Сядзіба», теперь работает координатором проектов в Белорусском ПЕН-центре и младшим научным сотрудником в Литературном музее Максима Богдановича.
Пишет на белорусском и русском языках. Публиковалась в журналах «Маладосць», «Полымя» и «Дзеяслоў», газетах «Знамя юности» и «Вечерний Гродно». В 2021 году выпустила первую книгу под названием «Слёзы на вецер».
Участница различных литературных мероприятий Беларуси, Украины и России, в частности фестиваля «Вершы на асфальце», Мистецького фестиваля «Ї» (Тернополь, Украина), победительница слэма «Сильное слово» (2014) и слэма Белорусского коллегиума (2015), одна из организаторов поэтических вечеров «Плохиехорошие стихи», «Дорогой поэт» и поэтического конкурса «Рухавік». Также участвует в организации фестиваля интеллектуальной книги Pradmova.
Номинант на премию «Залаты апостраф. Дэбют» журнала «Дзеяслоў» (2017). Финалистка белорусско-немецкого конкурса современной поэзии фонда Роберта Боша для молодых поэтов (2017). Участница Резиденции молодого литератора в Вильнюсе.
Стихотворения переводились на русский (Геннадием Каневским), немецкий и украинский язык (газета «Культура і життя»).

## Песни
Некоторые стихотворения и переводы Дарьи Белькевич стали песнями.
Песни на стихотворения Дарьи Белькевич:
- Пётр Клюев (участник группы ЛСП) «Мона Лиза»
- UZARI «Стыцамэн» (кавер на песню Ивана Дорна, Дарья перевела текст песни на белорусский язык)
- K3TYVANA «Толькі джаз»[7] и «Тваё сола»
- LEAR «Чик-чирик»
- Дрымон «Пяты гудок» (на стихотворение «Званок Беларусі», посвящённое событиям в Беларуси в августе 2020 года)